# Un, deux, trois soleils
Pour les articles homonymes, voir Un, deux, trois, soleil (homonymie).
 (mars 2017).
Si vous disposez d'ouvrages ou d'articles de référence ou si vous connaissez des sites web de qualité traitant du thème abordé ici, merci de compléter l'article en donnant les références utiles à sa vérifiabilité et en les liant à la section « Notes et références ».
Albums par Faudel
Baïda
(1997) Samra
(2001)
Albums par Khaled
Hafla
(1998) Kenza
(1999)
Albums par Rachid Taha
Diwân
(1998) Made in Medina
(2000)
Singles
1. Abdel Kader
Sortie : 1998
2. Comme d'habitude
Sortie : 1999

Un, deux, trois, soleils (typographié « 1, 2, 3 Soleils ») est un album live interprété par les artistes algériens Rachid Taha, Khaled et Faudel, sorti en 1998.

## Description
À l'origine, le trio doit être formé de Khaled, Faudel et Cheb Mami mais ce dernier est, à cette époque, associé à une maison de disques concurrente à celle de Khaled et Faudel (Universal Music), et ne peut participer à ce projet. Il est alors remplacé par Rachid Taha.
Ce concert unique se déroule au Palais omnisports de Paris-Bercy le 26 septembre 1998 et est produit en album par Barclay, la même année.
Le concert, qui met en scène quelques classiques algériens et les chansons les plus célèbres de ces trois artistes, chantées en solo, en duo ou en trio - de Aicha (Khaled) chanté par Faudel et Khaled, à Ya Rayah (Taha) réunissant les trois chanteurs -, mêle instruments classiques (cordes et cuivres), traditionnels (darbouka, bendir, flûte arabe) et modernes (basse, guitare), sous la houlette du producteur Steve Hillage, ancien guitariste et chanteur du groupe Gong qui joue la guitare solo et rythmique.
L'album se vend à 2,5 millions d’exemplaires, ce qui conduit au trio remporter le World Music Awards 2000 en tant qu'album le plus vendu d'MENA dans le monde,.
L'album a obtenu la certification 2x or et le DVD la certification or du SNEP.
L'album est produit en simple, double et en DVD-Vidéo.

## Liste des titres

### Double album
| 1.  | Khalliouni Khalliouni (instrumental) | Hossam Ramzy et The Egyptian Orchestra, Composé par Abderrahmane Amrani | 5:41 |
| 2.  | Menfi                                | Rachid Taha, Khaled, Faudel                                             | 5:41 |
| 3.  | Eray                                 | Faudel, Khaled                                                          | 4:40 |
| 4.  | N'ssi N'ssi                          | Khaled                                                                  | 5:15 |
| 5.  | Ida                                  | Rachid Taha                                                             | 7:08 |
| 6.  | Baïda                                | Faudel                                                                  | 5:42 |
| 7.  | Omri                                 | Faudel, Rachid Taha                                                     | 5:45 |
| 8.  | Voilà voilà                          | Rachid Taha, Khaled, Faudel                                             | 5:50 |
| 9.  | Indie                                | Rachid Taha, Khaled                                                     | 5:39 |
| 10. | Chebba                               | Khaled, Rachid Taha, Faudel                                             | 5:30 |
| 11. | Sahra                                | Khaled                                                                  | 4:43 |

| 1.  | Madeeh            | Khaled                      | 7:26 |
| 2.  | Wahrane Wahrane   | Khaled                      | 4:58 |
| 3.  | Les Ailes         | Khaled                      | 5:14 |
| 4.  | La Camel          | Khaled, Faudel              | 5:28 |
| 5.  | Abdel Kader       | Khaled, Rachid Taha, Faudel | 5:13 |
| 6.  | Bent Sahra        | Rachid Taha, Khaled         | 7:21 |
| 7.  | Aicha             | Khaled, Faudel              | 6:52 |
| 8.  | Tellement N'Brick | Faudel                      | 9:11 |
| 9.  | Didi              | Khaled, Rachid Taha, Faudel | 6:09 |
| 10. | Ya Rayah          | Rachid Taha, Khaled, Faudel | 7:29 |

| 11. | Daiman                                        | Rachid Taha, Khaled, Faudel | 4:22 |
| 12. | Comme d'habitude (Reprise de Claude François) | Rachid Taha, Khaled, Faudel | 4:23 |

Notes
- L'édition standard originale double-CD de novembre 1998 fournit un disque 2 avec 10 titres[5].
- Une réédition de février 1999 y ajoute 2 titres supplémentaires[6].

### Album simple
Composé de 13 des titres du concert, il est paru en février 1999.
| 1.    | Khalliouni Khalliouni (instrumental)          | Hossam Ramzy et The Egyptian Orchestra, Composé par Abderrahmane Amrani | 5:41 |
| 2.    | Menfi                                         | Rachid Taha, Khaled, Faudel                                             | 5:40 |
| 3.    | Eray                                          | Faudel, Khaled                                                          | 4:53 |
| 4.    | N'ssi N'ssi                                   | Khaled                                                                  | 4:56 |
| 5.    | Ida                                           | Rachid Taha                                                             | 6:33 |
| 6.    | Wahrane Wahrane                               | Khaled                                                                  | 4:56 |
| 7.    | Chebba                                        | Khaled, Rachid Taha, Faudel                                             | 5:06 |
| 8.    | Abdel Kader                                   | Khaled, Rachid Taha, Faudel                                             | 4:58 |
| 9.    | Aicha                                         | Khaled, Faudel                                                          | 6:52 |
| 10.   | Tellement N'brick                             | Faudel                                                                  | 9:11 |
| 11.   | Didi                                          | Khaled, Rachid Taha, Faudel                                             | 6:09 |
| 12.   | Ya Rayah                                      | Khaled, Rachid Taha, Faudel                                             | 7:30 |
| 13.   | Comme d'habitude (Reprise de Claude François) | Khaled, Rachid Taha, Faudel                                             | 4:21 |
| 76:44 |                                               |                                                                         |      |

### DVD
| Le concert | Le concert                           | Le concert                                                              | Le concert | Le concert | Le concert | Le concert | Le concert | Le concert | Le concert |
| No         | Titre                                | Interprète(s)                                                           | Durée      |            |            |            |            |            |            |
| ---------- | ------------------------------------ | ----------------------------------------------------------------------- | ---------- | ---------- | ---------- | ---------- | ---------- | ---------- | ---------- |
| 1.         | Khalliouni Khalliouni (instrumental) | Hossam Ramzy et The Egyptian Orchestra, Composé par Abderrahmane Amrani | 2:39       |            |            |            |            |            |            |
| 2.         | Menfi                                | Rachid Taha, Khaled, Faudel                                             | 5:24       |            |            |            |            |            |            |
| 3.         | Eray                                 | Faudel, Khaled                                                          | 4:27       |            |            |            |            |            |            |
| 4.         | N'ssi N'ssi                          | Khaled                                                                  | 5:18       |            |            |            |            |            |            |
| 5.         | Ida                                  | Rachid Taha                                                             | 7:24       |            |            |            |            |            |            |
| 6.         | Omri                                 | Faudel, Rachid Taha                                                     | 5:41       |            |            |            |            |            |            |
| 7.         | Aicha                                | Khaled, Faudel                                                          | 6:36       |            |            |            |            |            |            |
| 8.         | Voilà Voilà                          | Rachid Taha, Khaled, Faudel                                             | 5:50       |            |            |            |            |            |            |
| 9.         | Indie                                | Rachid Taha, Khaled                                                     | 5:26       |            |            |            |            |            |            |
| 10.        | Madeeh                               | Khaled                                                                  | 7:07       |            |            |            |            |            |            |
| 11.        | Wahrane Wahrane                      | Khaled                                                                  | 4:58       |            |            |            |            |            |            |
| 12.        | La Camel                             | Khaled, Faudel                                                          | 5:27       |            |            |            |            |            |            |
| 13.        | Abdel Kader                          | Khaled, Rachid Taha, Faudel                                             | 5:08       |            |            |            |            |            |            |
| 14.        | Tellement N'Brick                    | Faudel                                                                  | 8:59       |            |            |            |            |            |            |
| 15.        | Didi                                 | Khaled, Rachid Taha, Faudel                                             | 6:11       |            |            |            |            |            |            |
| 16.        | Ya Rayah                             | Rachid Taha, Khaled, Faudel                                             | 7:48       |            |            |            |            |            |            |
| 96:43      |                                      |                                                                         |            |            |            |            |            |            |            |

| 17. | Interviews   | 4:59  |
| 18. | Documentaire | 14:38 |

## Musiciens
- Rachid Taha, Khaled, Faudel : Chant
- Steve Hillage : Guitare, production
- Randy Jacobs : Guitare
- François Delfin : Guitare
- Mohamed Bendjebour : Guitare, batterie
- Nabil Khalidi : Oud, banjo, chœurs
- Djaffar Bensetti : Trompette
- Gail Ann Dorsey :  Basse, chœurs
- Essmat Azamah, Sylvain Le Provost : Contrebasse
- Jean-Max Méry : Claviers
- Daniel Larcher : Claviers, programmation
- Aziz Ben Salem : Ney, flûte
- Simon Clarke : Saxophone baryton
- Roddy Lorimer : Trompette
- Mark Sims : Trombone
- Geoffrey Richardson : Alto
- Mohamed Abo Arab, Mohamed Noor : Alto (Membres de l'Orchestre égyptien)
- Bertrand Causse, Christophe Briquet, Jean Michel Nougue, Marylène Vinciguerra : Alto (Membres de l'Orchestre français)
- Adel Eskander, Hazem Ibrahim, Ihab Tuto, Mohamed Kotb, Osama El Kasabgy, Anwar Mansy, Tamer Yassin, Abdel Wahab Mansy, Medhat Abdel Samei, Mostafa Abo Sheffa, Hany Farahat : Violons (Membres de l'Orchestre égyptien)
- Adel Eskander, Elsa Benabdallah, Florence C. Veniant*, Guillaume Fontanarosa : Violon (Membres de l'Orchestre français)
- Karen Brunon : Premier violon
- Farhat Bouallagui : Premier violon
- Mahmoud Sourour : Premier violon
- Khaled Dagher, Taha Taha, Yasser Taha : Violoncelle (Membres de l'Orchestre égyptien)
- Christophe Morin, Marion Gaillant : Violoncelle (Membres de l'Orchestre français)
- Hassan Lachal, Mohsen Chentouf, Roberto De Angelis : Percussions (darbouka, bendir, etc )
- Zachary Alford : Batterie
- Miquette Giraudy : Assistante à la production

Notes
- À l'origine, le DVD paraît seul, à la même époque de l'album original[8].
- Wrasse Records a fait paraître une édition limitée regroupant l'album simple et le DVD-Vidéo (sans les bonus)[9].

## Classements
| Charts                       | Meilleure position |
| ---------------------------- | ------------------ |
| France (SNEP)                | 4                  |
| Belgique (Wallonie Ultratop) | 14                 |